# Iraí (Rio Grande do Sul)
Pour les articles homonymes, voir Iraí.
Iraí est une municipalité du Nord-Ouest de l'État du Rio Grande do Sul faisant partie de la microrégion de Frederico Westphalen  et située à 441 km au nord-ouest de Porto Alegre, capitale de l'État. Elle se situe à une latitude de 27° 11′ 37″ sud et à une longitude de 53° 15′ 02″ ouest, à une altitude de 227 mètres. Sa population était estimée à 8 468, pour une superficie de 182 km2. On y accède par les BR-158/386 et RS-324. Elle est séparée de l'État de Santa Catarina par le rio Uruguai.
Les premiers habitants de l'endroit étaient les Amérindiens Kaingang. Ces indigènes connaissaient déjà les propriétés curatives des sources thermales existantes en lien à un cours d'eau, dont les rives recelaient de nombreuses ruches sauvages. C'est sans doute ce fait qui donna son premier nom de « Água do mel » (« eaux du miel ») à Iraí, qui signifie en langue indigène « miel ».
Le peuplement de l'actuel Centre de la municipalité commença en 1896 avec la venue d'éléments réfugiés de la Révolution fédéraliste. Le village se développa grâce à la réputation curative des sources thermales de la région qui attiraient du monde.

## Villes voisines
- Alpestre
- Planalto
- Ametista do Sul
- Frederico Westphalen